# Ledince
Ledince (nemško: Ledenitzen )  je vas z okoli 1000 prebivalci v občini  Bekštanj  na avstrijskem južnem Koroškem .

## Geografski položaj
Vas Ledince se nahaja okoli 14 km jugovzhodno od Beljaka na jugovzhodnem robu Beljaške kotline med Dravo na severu in Karavankami na jugu. Značilna, 2145 m visoka  Kepa  daje okolici  svoj pečat.

## Upravna zgodovina
Med letoma 1911 in 1973 so bile Ledince samostojna politična občina, prej je pripadala občini Rožek. V okviru občinske reforme leta 1973 je katastrska občina Rute zopet bila vključena v občino  Rožek, medtem ko je katastrska občina Borovlje (Zgornje Borovlje) bila priključena občini   Bekštanj ob Baškem jezeru. 
Še leta 1924 so vse župnije v Spodnji Ziljski dolini in v Rožu bile izključno slovenske.)

## Kultura in znamenitosti

### Slovensko Izobraževalno društvo Jepa
Začetki novodobnega organiziranega kulturnega življenja segajo v 19. stoletje. Toda prva svetovna vojna je močno prizadela kulturno življenje v Bekštanju in tako tudi koroški plebiscit leta 1920. Zato sta leta 1922 duhovnik Josip Ogris in Franc Aichholzer iz Spodnjega Dobja ustanovila Izobraževalno društvo »Jepa«, ki je pokrivalo župnijo Loče in Pečnica. Društvo je razvilo v starodavni bukovniški tradiciji kulturnega dela med ljudstvom izredno široko paleto aktivnosti. Poučevali so otroke v materinščini, igrali so gledališče na Žiherjovem odru v Ločah, pri Hanjželetu v Ledenicah in pri Ročičniku v Ratenčah. Tako so mdr. uprizorili Jurčičevega Desetega brata ter zlasti znamenito Miklovo Zalo od Jakoba Sketa. Bogato slovensko kulturno življenje je slonelo tudi na številnih zborih (moški pevski zbor v Maloščah in v Brnci) ter tamburaški zbor. 
Tudi druga svetovna vojna je terjala ogromne žrtve med društveniki in v slovenski skupnosti. Toda leta 1955 je organizirano kulturno življenje spet zaživelo. Baški fantje so postali steber kulturnega življenja. Sedaj nosi Slovensko kulturno društvo Jepa-Baško jezero kulturno življenje v občini. 

### Dvojezični otroški vrtecRinga raja
Od jeseni leta 1998 deluje v Ledincah slovenski oz. medkulturni otroški vrtec Ringa raja, ki je nastal na pobudo društvenikov slovenskega kulturnega društva Jepa-Baško jezero. Otrokom omogoča učenje obeh deželnih jezikov ter italijanščine.

## Gospodarstvo in infrastruktura
Nekdanja občina je bila vseskozi izrazito podeželska brez posebnih znamenitosti. Današnje turistično središče, Baško jezero se nahaja pribljižno 2 km severno od Ledinc.
Skozi vas pelje Baška cesta B84 ter železniška proga Beljak-Podrožca oz. linija S2. 